# Mynachlog-Ddu
Mynachlog-Ddu är en ort och en community i Storbritannien. Den ligger i kommunen Pembrokeshire och riksdelen Wales, i den södra delen av landet, 300 km väster om huvudstaden London.